# Barbilophozia barbata
Barbilophozia barbata là một loài rêu trong họ Anastrophyllaceae. Loài này được Schreb. Loeske mô tả khoa học đầu tiên năm 1907.